# Zōri

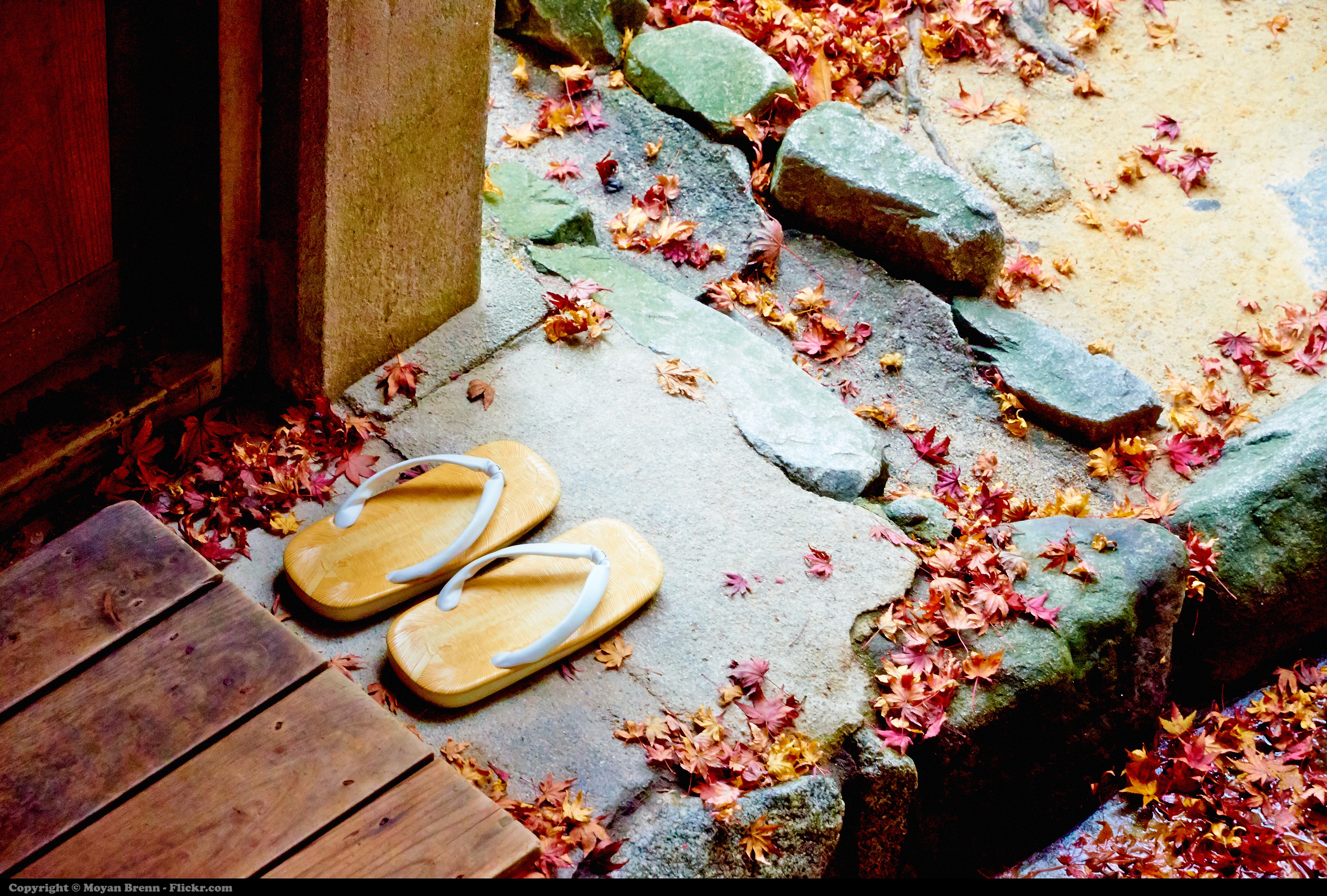
Zōri masculinas

Zōri (草履) são sandálias planas com tiras usadas no Japão, feitas de palha de arroz de pano, de madeira lacada, de couro, de borracha, ou, mais comumente, com materiais sintéticos. Zōri são bastante semelhante aos chinelos.

## Utilização
Como todas as sandálias japonesas, as zōri permitem a livre circulação do ar em torno de pés, um recurso que surgiu provavelmente por causa do clima úmido que predomina durante a maior parte do Japão. Eles são facilmente deslizáveis para os pés, o que é importante em uma cultura na qual os sapatos são constantemente removidos e colocados de volta, e onde amarrar os cadarços seria impraticável quando se usasse um apertado quimono.
As formas tradicionais de zōri são vistas quando usado com outras roupas tradicionais; as formas modernas são bastante comuns, especialmente no verão. Enquanto os geta agora são principalmente usados com a vestimenta informal yukata, as zōri são muitas vezes usadas com quimonos, mais formais. A formalidade da ocasião afeta a escolha do quimono e das zōri. As zōri revestidas com junco são semelhantes aos tatames e não são usados com quimonos, uma vez que são considerados para uso casual ou em trabalho e roupas casuais japonesas ou ocidentais. Seu nível de uso é semelhante ao dos geta de madeira.
Os hanao, ou tiras, alças, em formato de Y, são brancas ou pretas, dependendo da ocasião. Usa-se as tiras brancas em situações formais, em oposição ao uso das tiras pretas em situações informais. A maioria das ocasiões dita quando se deve usar tabi (equivalente japonês das meias).

## Galeria

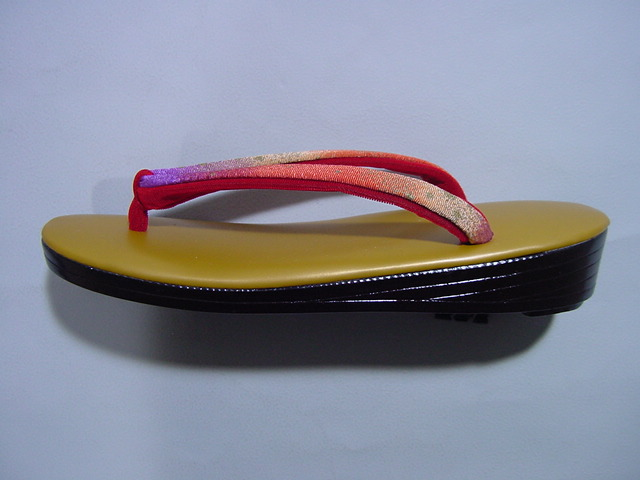
Vista lateral do zōri
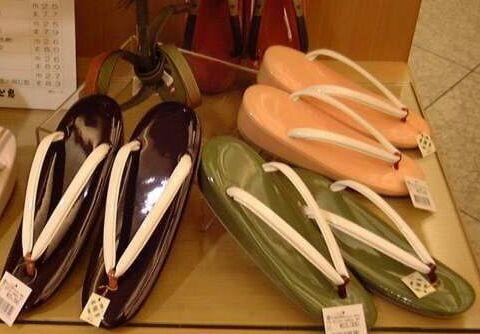
Zōri femininos feitos em plástico
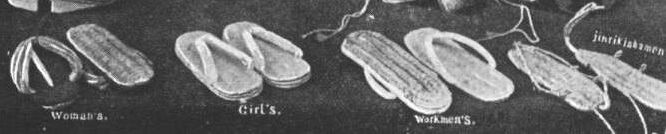
Zōri de palha
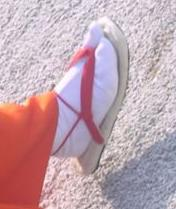
Zōri em uso.